# Hughes-Drever-Experiment

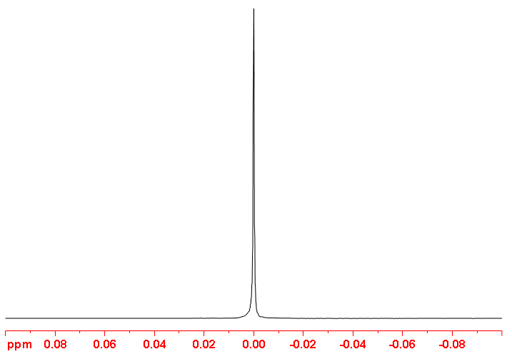
^{7}Li-NMR-Spektrum von LiCl (1M) in D_{2}O. Die scharfe, ungeteilte NMR-Linie dieses Lithiumisotops ist ein Beleg für die Isotropie von Masse und Energie.

Hughes-Drever-Experimente (auch Uhrenvergleichs-, Uhrenanisotropie-, Massenisotropie- oder Energieisotropie-Experimente) werden zur spektroskopischen Überprüfung der Isotropie der Masse bzw. des Raumes eingesetzt. Diese Experimente testen grundlegende Aussagen sowohl der speziellen als auch der allgemeinen Relativitätstheorie. Wie bei den Michelson-Morley-Experimenten kann dadurch das Vorhandensein eines bevorzugten Bezugssystems oder Abweichungen von der Lorentzinvarianz überprüft werden, was auch die Gültigkeit des Äquivalenzprinzips betrifft. Im Gegensatz zu Michelson-Morley beziehen sich Hughes-Drever-Experimente allerdings auf die Isotropie der Wechselwirkungen die Materie selbst, also von Protonen, Neutronen und Elektronen. Die dabei erzielte Genauigkeit macht diese Art von bis heute durchgeführten Experimenten mit zu den präzisesten Messungen der Relativitätstheorie überhaupt (vgl. Tests der speziellen Relativitätstheorie).

## Experimente durch Hughes und Drever
Giuseppe Cocconi und Edwin Salpeter (1958) wiesen darauf hin, dass die Trägheit der Materie von der Verteilung der umliegenden Massen abhängt, wenn das Machsche Prinzip korrekt ist. Dies würde zu einer Anisotropie der Trägheit in verschiedenen Richtungen führen und könnte durch spektroskopische Beobachtung von Zeeman-Effekten in Atomkernen nachgewiesen werden.
Vernon Hughes et al. (1960) und Ronald Drever (1961) führten nun unabhängig voneinander ähnliche Experimente durch. Dabei wurde der Kern von Lithium-7 herangezogen, dessen Grundzustand einen Spin von 3⁄2 besitzt, und es werden dadurch in einem Magnetfeld vier magnetische Energieniveaus in Übereinstimmung mit der erlaubten Magnetquantenzahl existieren. Bei Massenisotropie tritt keine Verschiebung der Energieniveaus auf und folglich sollte nur eine einzige Resonanzlinie existieren, bei Anisotropie gibt es eine Triplettresonanzlinie oder eine Verbreiterung. Es wurde tatsächlich keine Frequenzverschiebung der Energieniveaus gefunden, wobei aufgrund der großen Genauigkeit die maximale Anisotropie auf 0,04 Hz = 10−25 GeV eingeschränkt werden konnte.

Robert H. Dicke (1961) konnte allerdings zeigen, dass das Nullresultat durchaus mit dem Machschen Prinzip verträglich ist, solange die räumliche Anisotropie für alle Teilchen gleich ist. Das Nullresultat zeigt also, dass die Massenanisotropieeffekte, sofern sie existieren, für alle Teilchen gleich und folglich lokal nicht beobachtbar sind.

## Moderne Interpretation
Während dieses Experiment ursprünglich auf das Machsche Prinzip bezogen wurde, wird es in modernen Arbeiten vielfach als wichtige Überprüfung der Lorentzinvarianz und somit der speziellen Relativitätstheorie interpretiert. Denn Anisotropieeffekte müssen auch bei Vorhandensein eines bevorzugten Bezugssystems (gewöhnlich das CMB-Ruhesystem als Äther) vorliegen, deshalb können die negativen Ergebnisse des Hughes-Drever-Experiments – wie die Michelson-Morley-Experimente – als Widerlegungen der Existenz eines solchen Systems angesehen werden. Im Besonderen konnten die Physiker Mark P. Haugan und Clifford Will zeigen, dass diese Experimente als Überprüfungen der Frage interpretiert werden können, ob die Grenzgeschwindigkeit der Materie mit der Lichtgeschwindigkeit übereinstimmt wie von der speziellen Relativitätstheorie gefordert. Stimmen sie nicht überein, ändern sich auch die Eigenschaften und Frequenzen der Wechselwirkungen der Materie. Und da es eine Grundaussage des Äquivalenzprinzips der allgemeinen Relativitätstheorie ist, dass lokal in frei fallenden Bezugssystemen die Lorentzinvarianz gültig ist = Lokale Lorentzinvarianz (LLI), betreffen die Ergebnisse dieses Experiments sowohl die spezielle als auch die allgemeine Relativitätstheorie.
Aufgrund der Tatsache, dass hier unterschiedliche Frequenzen verglichen werden, und diese wiederum als Uhren aufgefasst werden können, werden diese Experimente auch als "clock comparison"-(Uhrenvergleichs)-Experimente bezeichnet.

## Neuere Experimente
Neben Verletzungen der Lorentzinvarianz durch das Vorhandensein eines bevorzugten Bezugssystems oder dem Machschen Prinzip, sind im Zuge der Entwicklungen zur Quantengravitation auch mögliche spontane Brechungen der Lorentzinvarianz und damit zusammenhängend des CPT-Theorems in das Blickfeld geraten. Zur Überprüfung aller dieser Effekte werden bis heute immer genauere Variationen der ursprünglichen Experimente durchgeführt. Diese Messungen beziehen sich auf Neutronen und Protonen, und durch den Einsatz von spinpolarisierten Systemen und Komagnetometern (wodurch magnetische Einflüsse unterdrückt werden können) konnte die Genauigkeit erheblich gesteigert werden. Zusätzlich wird unter Zuhilfenahme von spinpolarisierten Torsionswaagen auch der Elektronen-Sektor überprüft.
Alle Ergebnisse waren bislang negativ, sodass weiterhin kein Hinweis auf die Existenz eines bevorzugten Bezugssystems bzw. einer anderweitigen Verletzung der Lorentzinvarianz vorliegt. Die Werte folgender Tabelle beziehen sich auf die Parameter, welche durch die Standardmodellerweiterung (SME, eine der Testtheorien der speziellen Relativitätstheorie) vorgegeben wird. Dieses Modell enthält für jede Abweichung von der Lorentzinvarianz diverse Parameter. Da in jedem dieser Experimente eine Reihe von Parametern überprüft wird, wird hier nur der Wert der maximalen Sensitivität wiedergegeben (für die genaue Aufstellung siehe die Einzelartikel):
| Autor               | Jahr | SME-Grenzen | SME-Grenzen | SME-Grenzen | Beschreibung |
| Autor               | Jahr | Proton      | Neutron     | Elektron    | Beschreibung |
| ------------------- | ---- | ----------- | ----------- | ----------- | --- |
| Prestage et al.     | 1985 |             | 10−27       |             | Der nukleare Spin-Flip-Übergang von 9Be+ (gespeichert in einer Penning-Falle gespeichert) wird mit einer Wasserstoff-Maser-Uhr verglichen.                                   |
| Phillips            | 1987 |             |             | 10−27       | Sinusförmige Oszillationen werden untersucht unter Benutzung einer kryogenischen Spin-Torsionswaage, die einen transversal polarisierten Magneten trägt.                     |
| Lamoreaux et al.    | 1989 |             | 10−29       |             | Es wurden dipolare und quadrupolare Spinpolarisationen in ein 201Hg-Gas induziert, und nach Variationen gesucht.                                                             |
| Chupp et al.        | 1989 |             | 10−27       |             | Es wurde nach zeitabhängigen quadrupolaren Aufspaltungen des Zeemanniveaus geforscht. 21Ne- und 3He-Gase werden durch Spinausstausch polarisiert und miteinander verglichen. |
| Wineland et al.     | 1991 |             |             | 10−25       | Anomale Dipol-Monopol- und Dipol-Dipol-Kopplungen werden untersucht, indem die hyperfeinen Resonanzen in 9Be+ erforscht werden.                                              |
| Wang et al.         | 1993 |             |             | 10−27       | Eine Spin-Torsionswaage, die eine spinpolarisierte Dy6Fe23-Masse trägt, wird nach siderischen Variationen untersucht.                                                        |
| Berglund et al.     | 1995 | 10−27       | 10−30       | 10−27       | Die Frequenzen von 199Hg und 133Cs werden verglichen durch Anwendung eines Magnetfeldes.                                                                                     |
| Bear et al.         | 2000 |             | 10−31       |             | Die Frequenzen von 129Xe- und 3He-Zeemanmasern werden verglichen. |
| Phillips et al.     | 2000 | 10−27       |             |             | Die Zeemanfrequenz wird mit einem Wasserstoffmaser ermittelt. |
| Humphrey et al.     | 2003 | 10−27       |             | 10−27       | Siehe Phillips et al. (2000). |
| Hou et al.          | 2003 |             |             | 10−29       | Siehe Wang et al. (1993). |
| Canè et al.         | 2004 |             | 10−32       |             | Siehe Bear et al. (2000). |
| Wolf et al.         | 2006 | 10−25       |             |             | Atomare Frequenzen werden gemessen durch Benutzung von lasergekühlten 133Cs-Atomfontänen.                                                                                    |
| Heckel et al.       | 2006 |             |             | 10−30       | Es wurde eine Spin-Torsionswaage benutzt, bestehend aus vier Abschnitten aus Alnico und vier Abschnitten aus Sm5Co.                                                          |
| Heckel et al.       | 2008 |             |             | 10−31       | Siehe Heckel et al. (2006). |
| Altarev et al.      | 2009 |             | 10−29       |             | Die Spin-Präzessionsfrequenzen in gespeicherten ultrakalten Neutronen und 199Hg werden analysiert.                                                                           |
| Brown et al.        | 2010 | 10−32       | 10−33       |             | Die Frequenzen in einem K-/3He-Komagnetometer werden verglichen. |
| Gemmel et al.       | 2010 |             | 10−32       |             | Die Frequenzen in einem 129Xe / 3He Komagnetometer werden verglichen. |
| Smiciklas et al.    | 2011 |             | 10−29       |             | Die Frequenzen in einem 21Ne / Rb-/K-Komagnetometer werden verglichen. Test der Grenzgeschwindigkeit von Neutronen.                                                          |
| Peck et al.         | 2012 | 10−30       | 10−31       |             | Ähnlich wie Berglund et al. (1995). |
| Hohensee et al.     | 2013 |             |             | 10−17       | Messungen der Übergangsfrequenzen zweier annähernd entarteter Zustände von 164Dy und 162Dy. Test der Grenzgeschwindigkeit von Elektronen.                                    |
| Allmendinger et al. | 2013 |             | 10−34       |             | Siehe Gemmel et al. (2010). |